# Kolba trójszyjna

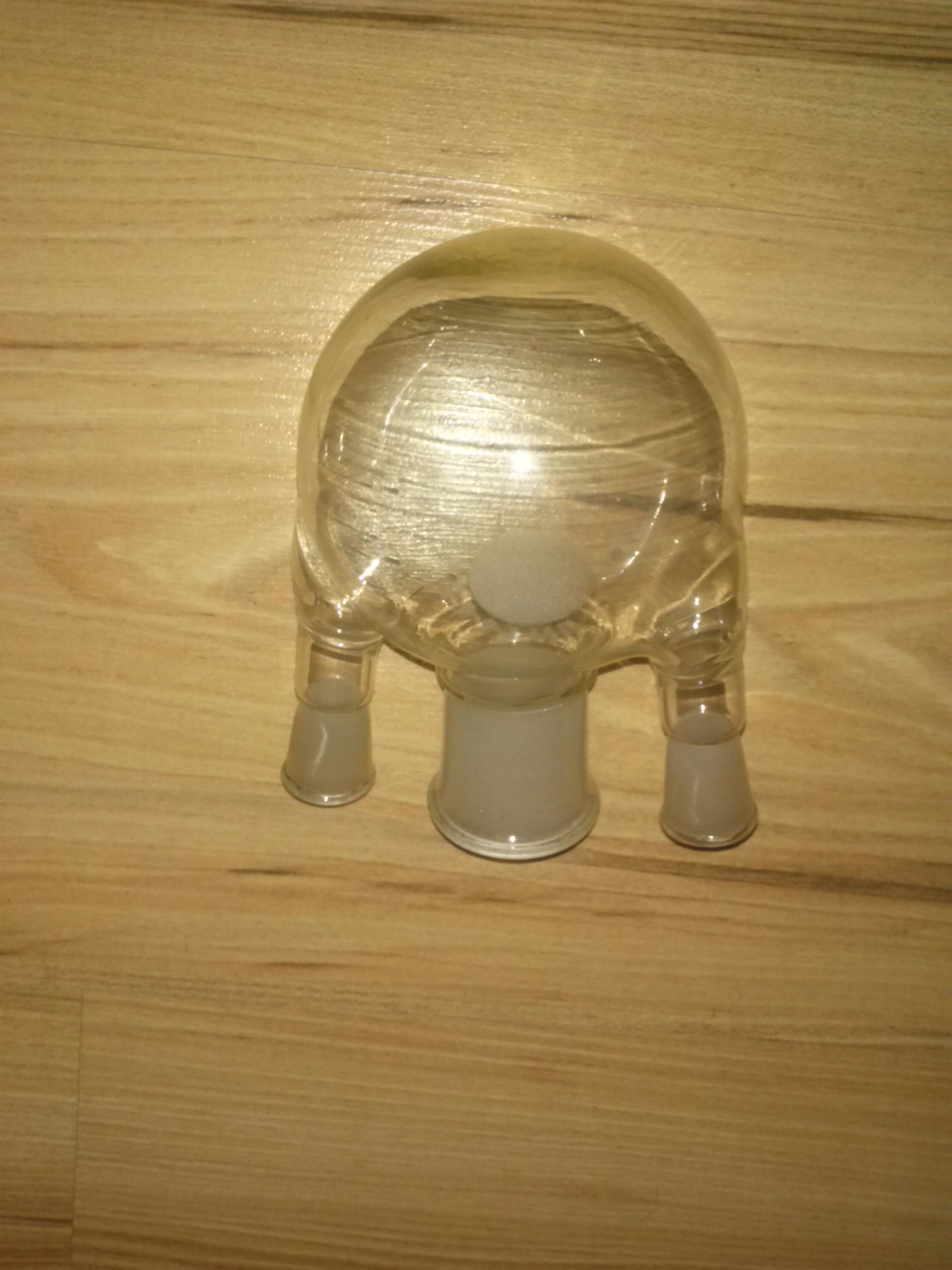
Kolba trójszyjna

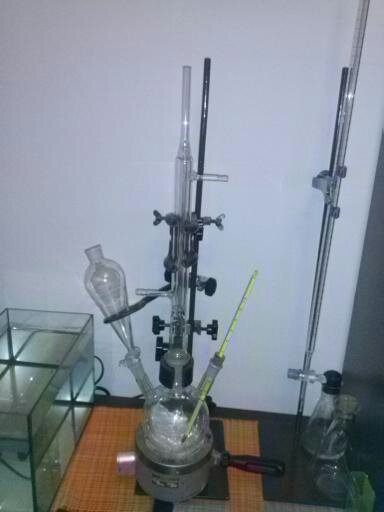
Zestaw laboratoryjny z kolbą trójszyjną

Kolba trójszyjna – naczynie laboratoryjne, rodzaj kolby okrągłodennej z trzema szyjami służącej do przeprowadzania reakcji chemicznych. 
Przykładowe zastosowanie kolby trójszyjnej to zestaw do nitrowania, w którym szyjki kolby wykorzystuje się do podłączenia chłodnicy zwrotnej, wkraplacza z mieszaniną nitrującą i termometru.